# ITTF World Tour 2015
Die ITTF World Tour fand 2015 in ihrer 20. Austragung statt. Sie begann am 28. Januar mit den Hungarian Open in Budapest und endete am 13. Dezember mit dem letzten Spieltag der Grand Finals in Lissabon.

## Modus
Die teilnehmenden Spieler konnten in 22 verschiedenen Qualifikationsturnieren spielen, die in drei Kategorien – Super, Major und Challenge Series – eingeteilt waren. In jedem Turnier gab es für Männer und Frauen je einen Einzel-, Doppel- und U-21-Wettbewerb. Je nach Kategorie und erreichter Platzierung wurden Punkte verteilt, wobei die Spieler mit den meisten Punkten sich für die Grand Finals qualifizierten. Im Einzel qualifizierten sich 16 Spieler, wobei jeder an mindestens 5 Turnieren teilgenommen haben musste, im Doppel 8 Paare, die in derselben Besetzung an 4 Turnieren teilgenommen haben mussten, im U-21-Wettbewerb 8 Spieler, die an 4 Turnieren auf mindestens 2 verschiedenen Kontinenten teilgenommen haben mussten. Ein Platz war für einen Spieler bzw. ein Doppel des Gastgeberlandes der Grand Finals reserviert, falls jemand vorhanden war, der die Teilnahmekriterien erfüllt.
Die Grand Finals fanden im Einzel und Doppel von Anfang an im K.-o.-System statt, im U-21-Wettbewerb wurden die Teilnehmer in zwei Gruppen mit je 4 Spielern aufgeteilt, die Gruppenersten und -zweiten zogen ins Halbfinale ein.
| Punkte- verteilung | Super Series (6×) | Super Series (6×) | Super Series (6×) | Major Series (6×) | Major Series (6×) | Major Series (6×) | Challenge Series (8×) | Challenge Series (8×) | Challenge Series (8×) |
| Punkte- verteilung | Einzel            | Doppel            | U-21              | Einzel            | Doppel            | U-21              | Einzel                | Doppel                | U-21                  |
| Platz 1            | 500               | 500               | 500               | 200               | 200               | 200               | 100                   | 100                   | 100                   |
| Platz 2            | 300               | 300               | 300               | 100               | 100               | 100               | 50                    | 50                    | 50                    |
| Halbfinale         | 200               | 200               | 200               | 50                | 50                | 50                | 25                    | 25                    | 25                    |
| Viertelfinale      | 100               | 100               | 100               | 25                | 25                | 25                | 13                    | 13                    | 13                    |
| Achtelfinale       | 50                | 50                | 50                | 13                | 13                | 13                | 6                     | 6                     | 6                     |
| letzte 32          | 25                | –                 | 25                | 6                 | –                 | 6                 | 3                     | –                     | 3                     |
| letzte 64          | –                 | –                 | –                 | 3                 | –                 | 3                 | 2                     | –                     | 2                     |

## Turniere
Insgesamt gab es 11 Turniere der Challenge Series, 5 Turniere der Major Series und 6 Turniere der Super Series. 12 Turniere (inklusive Grand Finals) fanden in Europa statt, 7 in Asien, 2 in (Latein-)Amerika und je eins in Afrika und Ozeanien, wobei die German Open das einzige Turnier der Super Series waren, das nicht in Asien stattfand. Die vier Turniere außerhalb Europas und Asiens gehörten alle zur Challenge Series.
| Super Series | Major Series | Challenge Series | Grand Finals |

| Nr. | Turnier          | Ort            | Datum         | Gewinner Männer   | Gewinner Männer                     | Gewinner Männer   | Gewinnerinnen Frauen | Gewinnerinnen Frauen           | Gewinnerinnen Frauen |
| Nr. | Turnier          | Ort            | Datum         | Einzel            | Doppel                              | U-21              | Einzel               | Doppel                         | U-21                 |
| --- | ---------------- | -------------- | ------------- | ----------------- | ----------------------------------- | ----------------- | -------------------- | ------------------------------ | -------------------- |
| 1   | Hungarian Open   | Budapest       | 28.01.–01.02. | Jiang Tianyi      | Jeong Sang-eun Lee Sang-su          | Ho Kwan Kit       | Misako Wakamiya      | Sofia Polcanova Amelie Solja   | Yui Hamamoto         |
| 2   | Kuwait Open      | Kuwait         | 11.02.–15.02. | Ma Long           | Chiang Hung-Chieh Huang Sheng-Sheng | Zhai Yujia        | Li Xiaoxia           | Ding Ning Zhu Yuling           | Doo Hoi Kem          |
| 3   | Qatar Open       | Doha           | 17.02.–22.02. | Vladimir Samsonov | Marcos Freitas Andrej Gaćina        | Benjamin Brossier | Elizabeta Samara     | Tie Yana Jiang Huajun          | Bernadette Szőcs     |
| 4   | Nigeria Open     | Lagos          | 10.03.–14.03. | Omar Assar        | Quadri Aruna Kazeem Makanjuola      | Shady Magdy       | Shao Jieni           | Shao Jieni Dina Meshref        | Dina Meshref         |
| 5   | German Open      | Berlin         | 18.03.–22.03. | Ma Long           | Timo Boll Patrick Franziska         | Kim Dong-hyun     | Mima Itō             | Shan Xiaona Petrissa Solja     | Petrissa Solja       |
| 6   | Spanish Open     | Almería        | 25.03.–29.03. | Maharu Yoshimura  | He Zhiwen Carlos Machado            | Kim Dong-hyun     | Jeon Ji-hee          | Ai Fukuhara Misako Wakamiya    | Miu Hirano           |
| 7   | Belarus Open     | Minsk          | 13.05.–17.05. | Li Ping           | Jonathan Groth Kasper Sternberg     | Florent Lambiet   | Mima Itō             | Miyu Maeda Sakura Mori         | Hitomi Satō          |
| 8   | Croatia Open     | Zagreb         | 19.05.–23.05. | Maharu Yoshimura  | Masataka Morizono Yūya Ōshima       | Jakub Dyjas       | Choi Hyo-joo         | Yang Ha-eun Jeon Ji-hee        | Choi Hyo-joo         |
| 9   | Philippines Open | Subic-Bucht    | 27.05.–31.05. | Yūya Ōshima       | Robin Devos Cedric Nuytinck         | Tonin Ryuzaki     | Kasumi Ishikawa      | Lee Ho Ching Zhu Chengzhu      | Hitomi Satō          |
| 10  | Australia Open   | Gold Coast     | 03.06.–07.06. | Jung Young-sik    | Ho Kwan Kit Lam Siu Hang            | Jang Woo-jin      | Ai Fukuhara          | Jeon Ji-hee Lee Dasom          | Hitomi Satō          |
| 11  | Japan Open       | Kōbe           | 24.06.–28.06. | Xu Xin            | Ma Long Xu Xin                      | Yūya Ōshima       | Chen Meng            | Wu Yang Liu Fei                | Hitomi Satō          |
| 12  | Korea Open       | Incheon        | 01.07.–05.07. | Jung Young-sik    | Jung Young-sik Kim Min-seok         | Masaki Yoshida    | Ai Fukuhara          | Miu Hirano Mima Itō            | Yui Hamamoto         |
| 13  | Pyongyang Open   | Pjöngjang      | 29.07.–02.08. | Choe Il           | Pak Sin Hyok Choe Il                | Pak Un Hyok       | Sun Chen             | Kim Song-i Ri Myong-sun        | Kim Song-i           |
| 14  | China Open       | Chengdu        | 05.08.–09.08. | Ma Long           | Fan Zhendong Xu Xin                 | Jang Woo-jin      | Zhu Yuling           | Liu Shiwen Chen Meng           | Hitomi Satō          |
| 15  | Bulgaria Open    | Panagjurischte | 19.08.–23.08. | Kim Dong-hyun     | Kim Dong-hyun Cho Eon-rae           | Kim Dong-hyun     | Kasumi Ishikawa      | Yang Ha-eun Jeon Ji-hee        | Choi Hyo-joo         |
| 16  | Czech Open       | Olmütz         | 26.08.–30.08. | Wong Chun Ting    | Pär Gerell Jon Persson              | Yūya Ōshima       | Ai Fukuhara          | Yang Ha-eun Jeon Ji-hee        | Lin Ye               |
| 17  | Austrian Open    | Wels           | 02.09.–06.09. | Jun Mizutani      | Jang Woo-jin Lee Sang-su            | Zhai Yujia        | Han Ying             | Shan Xiaona Petrissa Solja     | Shao Jieni           |
| 18  | Belgium Open     | De Haan        | 08.09.–12.09. | Nima Alamian      | Nima Alamian Noshad Alamiyan        | Kohei Sambe       | Suh Hyowon           | Lin Ye Zhou Yihan              | Zhou Yihan           |
| 19  | Argentina Open   | Mendoza        | 16.09.–20.09. | Eric Jouti        | Gaston Alto Pablo Tabachnik         | Hampus Söderlund  | Jeon Ji-hee          | Yang Ha-eun Jeon Ji-hee        | Kim Byeolnim         |
| 20  | Chile Open       | Santiago       | 23.09.–27.09. | Thiago Monteiro   | Gustavo Gómez Manuel Moya           | Hampus Söderlund  | Jeon Ji-hee          | Leticia Nakada Bruna Takahashi | Bruna Takahashi      |
| 21  | Polish Open      | Warschau       | 21.10.–25.10. | Fan Zhendong      | Kristian Karlsson Mattias Karlsson  | Jakub Dyjas       | Liu Shiwen           | Ding Ning Zhu Yuling           | Miu Hirano           |
| 22  | Swedish Open     | Stockholm      | 11.11.–15.11. | Fan Zhendong      | Fang Bo Xu Xin                      | Tristan Flore     | Mu Zi                | Chen Meng Mu Zi                | Yui Hamamoto         |
| 23  | Grand Finals     | Lissabon       | 10.12.–13.12. | Ma Long           | Masataka Morizono Yūya Ōshima       | Yūya Ōshima       | Ding Ning            | Ding Ning Zhu Yuling           | Lin Ye               |